# Marina däggdjur

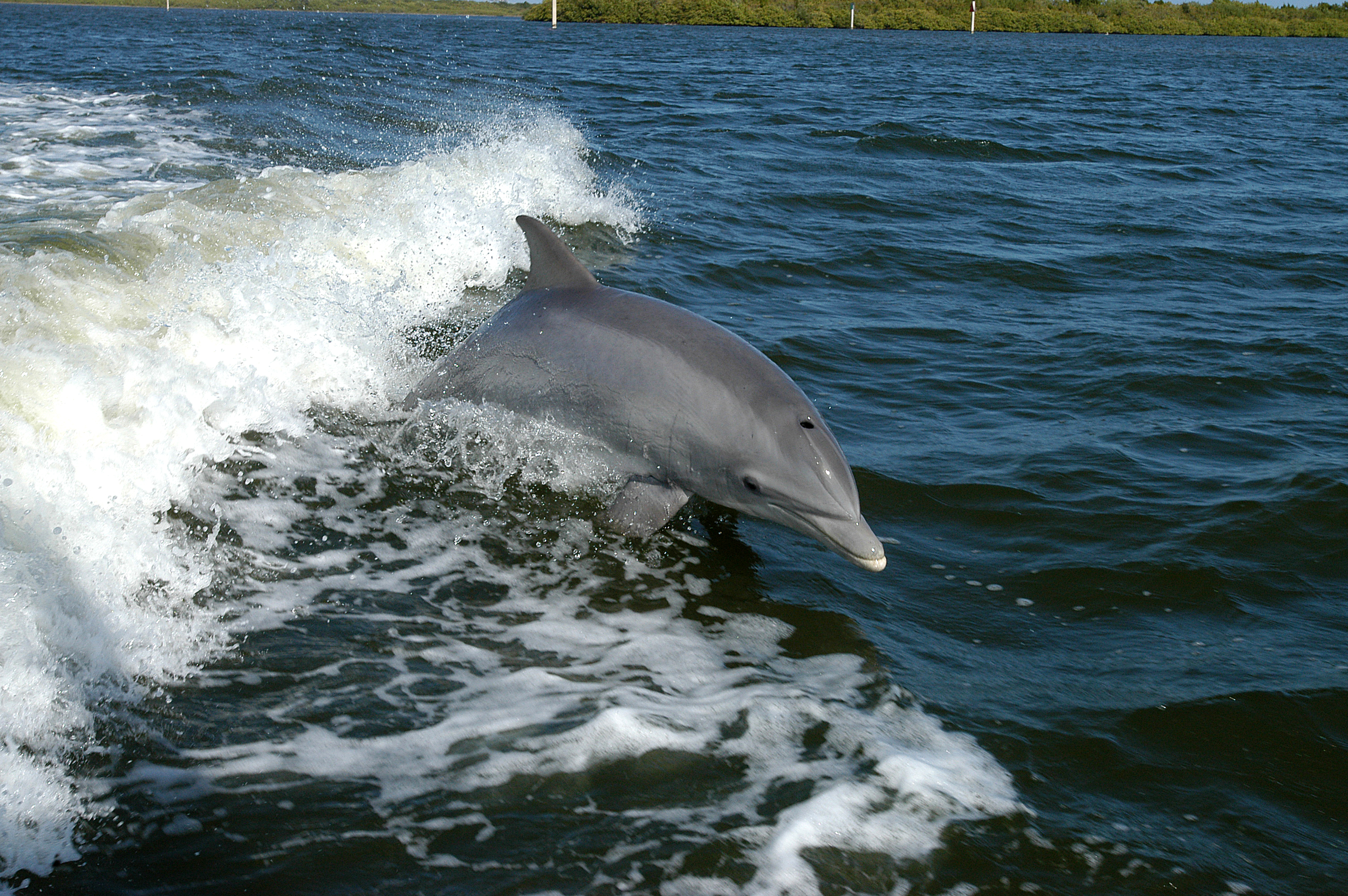
Öresvin (Tursiops truncatus).

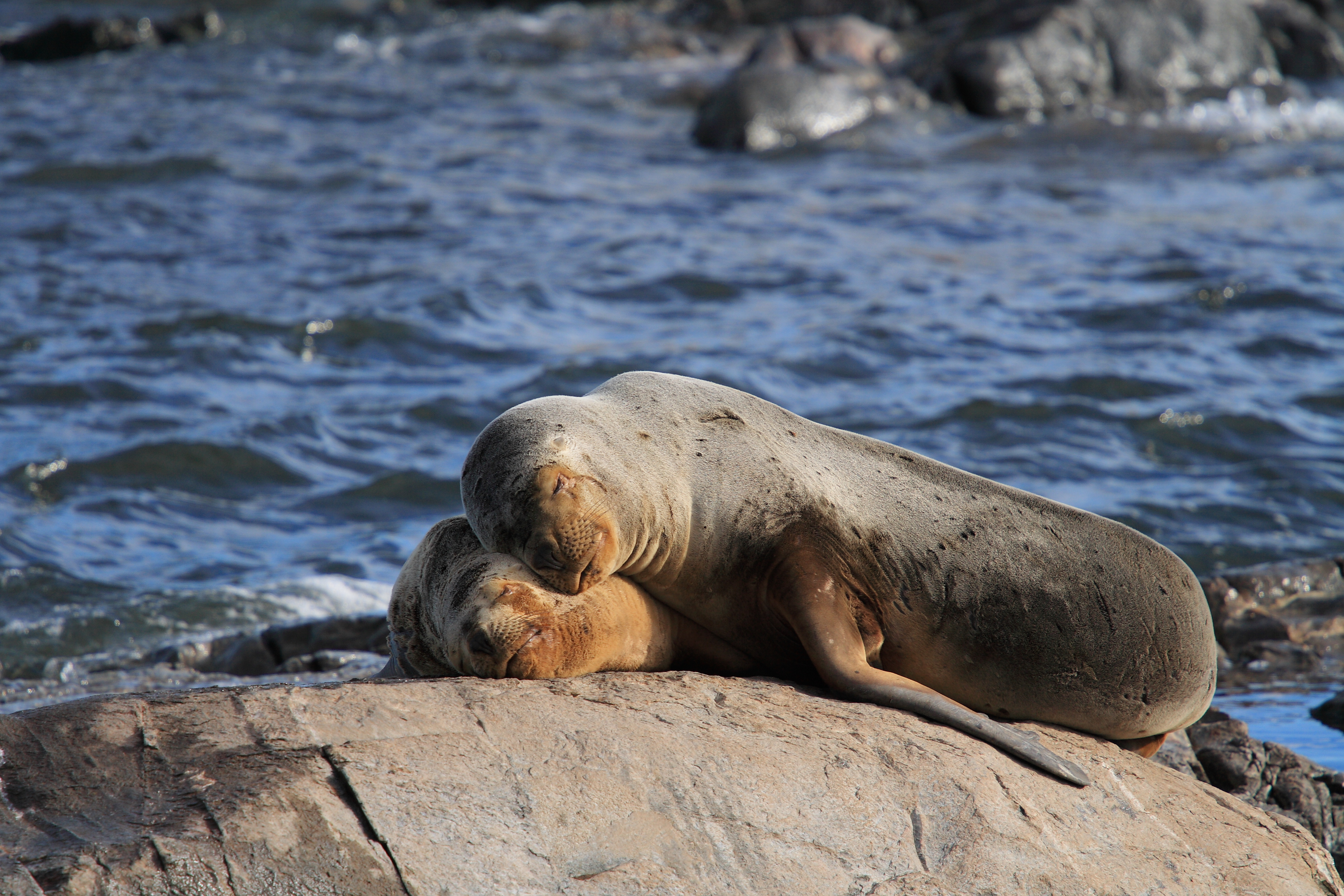
Sydamerikanskt sjölejon (Otaria flavescens).

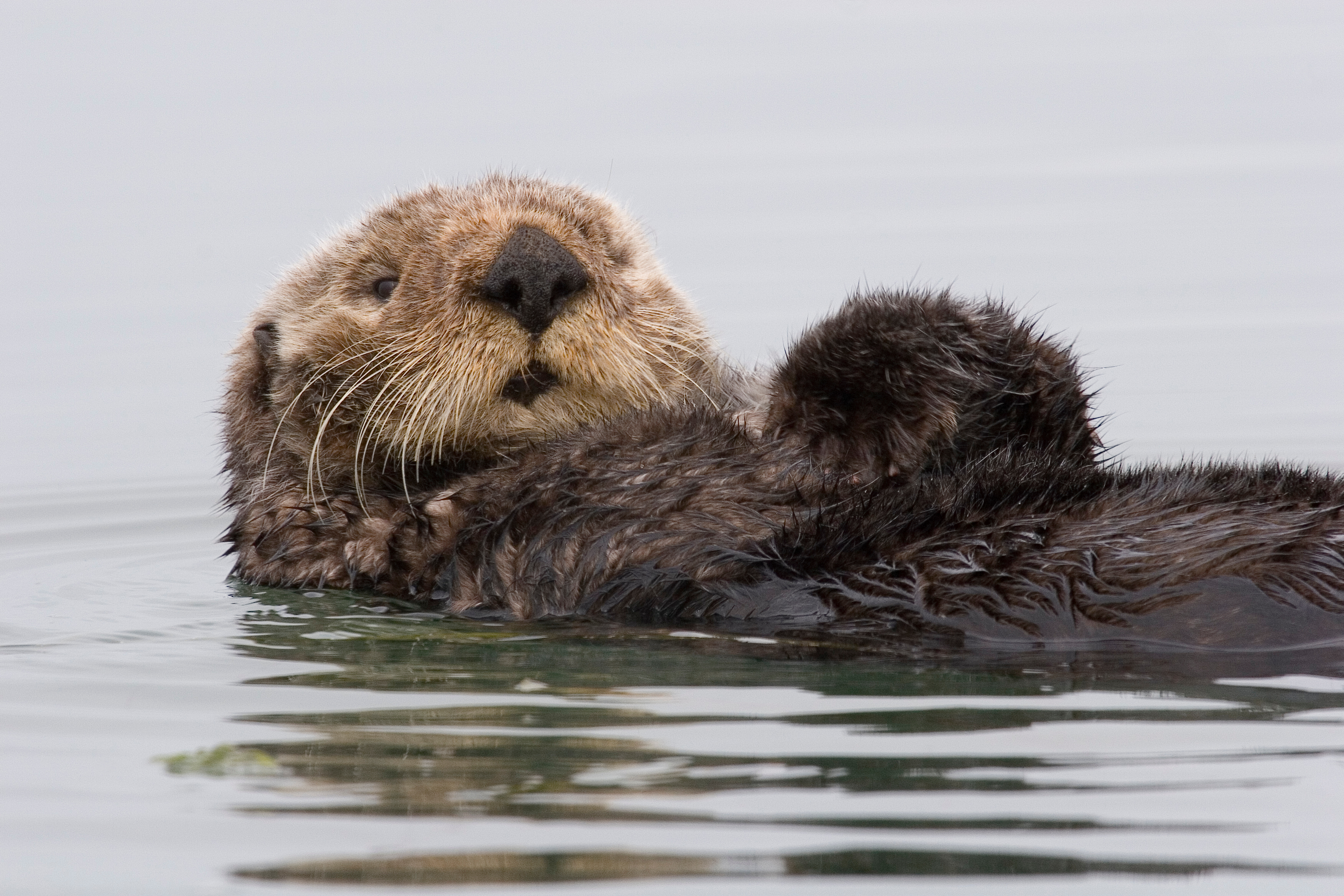
Havsutter (Enhydra lutris).

Marina däggdjur, ibland kallade havsdäggdjur, är däggdjur som vistas större delen av sitt liv i hav, eller i större sötvatten. Djuren inom gruppen är inte närmare besläktade med varandra utan har utvecklats oberoende, utifrån ett antal landlevande förfäder. Vanligen räknas valar, sirendjur, sälar och vissa uttrar till gruppen, men ibland även isbjörnen. Hos de tre förstnämnda har extremiteterna eller svansen omvandlats till fenor. Sälarna kan röra sig någorlunda bra på land medan valar och sirendjur saknar denna förmåga.
Marina däggdjur har oberoende av varandra utvecklat anpassningar till habitatet vilket medför vissa kännetecken, men alla kännetecken förekommer inte hos alla marina däggdjur. Några medlemmar saknar nästan fullständigt hår på kroppen, ofta har de tjocka fettvävnader i underhuden och andningsorganen har anpassats för dykning.

## Taxonomi
Gruppen marina däggdjur är polyfyletisk eftersom de härstammar ifrån minst nio separata evolutionära utvecklingslinjer inom klassen däggdjur: Cetacea, Sirenia, Desmostylia, Pinnipedia, Ursus maritimus, Kolponomos, Thalassocnus, Enhydra lutris och Lontra felina. Tre av dessa utvecklingslinjer är utdöda: Desmostylia, Kolponomos och Thalassocnus. Trots de morfologiska skillnader bland de olika djurgrupperna är det förhöjd effektivitet i födosöket som varit den främst orsaken till evolutionen hos de olika utvecklinglinjerna. Dagens marina däggdjur tillhör en av tre ordningar: Cetacea, Sirenia, eller Carnivora. Representanterna för marina däggdjur inom ordningen rovdjur är sälar, isbjörn, och de två uttrarna havsutter och krabbutter.
- Ordning Cetacea (valar)
  - Underordning Mysticeti (bardvalar)
    - Familj Balaenidae - 2 släkten; 4 arter
    - Familj Neobalaenidae - 1 art
    - Familj Balaenopteridae - 2 släkten; 8 arter
    - Familj Eschrichtiidae - 1 art

  - Underordning Odontoceti (tandvalar)
    - Familj Physeteridae - 1 art
    - Familj Kogiidae - 1 släkte; 2 arter
    - Familj Monodontidae - 2 släkten; 2 arter
    - Familj Ziphiidae - 6 släkten; 21 arter
    - Familj Delphinidae - 17 släkten; 36 arter
    - Familj Phocoenidae - 2 släkten; 6 arter
    - Familj Platanistidae - 1 art
    - Familj Iniidae - 1 art
    - Familj Lipotidae - förmodligen utrotad
    - Familj Pontoporiidae - 1 art
- Ordning Sirenia (sjökor)
  -     - Familj Trichechidae - 1 släkte; 3 arter species
    - Familj Dugongidae - 1 art
- Ordning Carnivora
  -     - Familj Mustelidae - 2 arter
    - Familj Ursidae - 1 art

  - Underordning Pinnipedia (sälar)
    - Familj Otariidae - 7 släkten; 16 arter
    - Familj Odobenidae - 1 art
    - Familj Phocidae - 13 släkten; 18 arter

## Anpassningar
Som habitat kräver ett liv i vatten vissa anpassningar. Hos marina däggdjur har dessa anpassningar skett genom evolution då kroppsegenskaper omvandlats.

### Rörelse
Trots att många marina däggdjur tillbringar mycket tid under vatten är de beroende av luft. De behöver även kunna  simma och kompensera för den tydlig starkare lyftkraft och viskositet som vatten uppvisar i förhållande till luft.
Simförmåga förekommer mer eller mindre bra hos nästan alla däggdjur. Hos marina däggdjur har denna egenskap ofta utvecklats genom omvandlingen av extremiteterna eller andra kroppsdelar. Vissa, som havsutter och krabbutter, har utvecklad simhud mellan fingrar och tår som ger bättre rörelseförmåga i vatten. Simhud finns även hos andra däggdjur som inte räknas till de marina däggdjuren, bland annat hos andra uttrar, näbbdjur, bävrar och myskmöss. Alla däggdjur som ofta vistas i vatten har en mer eller mindre strömlinjeformad kropp.
En ytterligare anpassning är omvandlingen av handen och, eller, av de bakre extremiteterna till fenor. I fenan är fingrarna och tårna inte sammanlänkade genom enkel hud utan genom en kraftig muskelmassa och lederna är ofta inte längre synliga från utsidan. Denna omvandling har skett oberoende av varandra hos olika djurgrupper, så kallad parallell evolution, hos valar, sirendjur och sälar. Flera arter inom dessa tre grupper har fullständigt övergivit ett liv på land. I ett senare skede migrerade några arter, eller underarter, till sötvattenområden.

### Värmereglering
Däggdjur kännetecknas av en nästan konstant kroppsvärme varför marina däggdjur behöver bra isolering för att hålla värmen. Landlevande däggdjur har vanligtvis päls som isolerar kroppen men den saknas hos flera marina däggdjur. De har istället utvecklat ett tjockt späckskikt i underhuden. Hos vissa stora valar är fettskiktet 30 centimeter tjockt eller lite tjockare.
Även hos sälar förekommer ett tjockare fettlager men några arter har även päls. Sälar som nästan saknar hår har ofta en reducerad blodcirkulation i huden. På så sätt är temperaturen vid kroppens utsida nästan samma som vattentemperaturen. Sälar med päls samlar vanligen luftbubblor mellan håren som ger en bra värmeisolering.
Liknande förhållanden finns även hos havs- och krabbuttern som är de enda marina däggdjuren, tillsammans med isbjörnen, som saknar späckskikt. Hos havslevande uttrar är pälsen mycket tät och fylld med luftbubblor. Havsuttern har upp till 150 000 hår per kvadratcentimeter.